# Podocarpus pilgeri
Podocarpus pilgeri — вид хвойних рослин родини подокарпових.

## Поширення, екологія
Країни поширення: Камбоджа; Китай (Гуандун, Гуансі, Хайнань, Юньнань); Індонезія (Молуккські острови, Папуа, Сулавесі); Лаос; Малайзія (Саравак); Папуа Нова Гвінея (архіпелаг Бісмарка, Папуа-Нова Гвінея); Філіппіни; Таїланд; В'єтнам. Ця рослина від невеликого чагарнику до великого дерева зустрічається в гірських лісах (часто мохових) і в низьких чагарниках на відкритих гірських хребтах і вершинах. Загалом, пов'язаний з високою болотистою місцевістю або на вапнякових або пісковикових субстратах від 700 до 3300 м над рівнем моря.

## Використання
Зазвичай не використовується через віддаленість і маленький розмір. Але великі дерева можуть використовуватися в будівництві.

## Загрози та охорона
В деяких частинах ареалу, площа розміщення була знижена через вирубку лісів. У більшості районів немає конкретних загроз. Вид перерахований як вразливий у В'єтнамі через втрату середовища проживання і, як близький до загрозливого в Китаї. Вид відомий з великих охоронних територій, таких як Національний парк Бокор і заповідник Пном Самкос в Камбоджі.